# Italia en los Juegos Paralímpicos de Heidelberg 1972
Italia estuvo representada en los Juegos Paralímpicos de Heidelberg 1972 por un total de 25 deportistas, 20 hombres y cinco mujeres.

## Medallistas
El equipo paralímpico italiano obtuvo las siguientes medallas:
| Nombre                                                             | Deporte                    | Evento                                          |
| ------------------------------------------------------------------ | -------------------------- | ----------------------------------------------- |
| Oro                                                                |                            |                                                 |
| Giuseppe Trieste                                                   | Atletismo                  | Eslalon 2 masculino                             |
| Roberto Marson                                                     | Esgrima en silla de ruedas | Espada individual masculino                     |
| Roberto Marson                                                     | Esgrima en silla de ruedas | Sable individual masculino                      |
| Vittorio Loi                                                       | Esgrima en silla de ruedas | Florete individual masculino                    |
| Vittorio Paradiso                                                  | Esgrima en silla de ruedas | Florete individual novel masculino              |
| Roberto Marson Franco Rossi Germano Zanarotto                      | Esgrima en silla de ruedas | Espada por equipos masculino                    |
| Giuliano Koten Vittorio Loi Franco Rossi Germano Zanarotto         | Esgrima en silla de ruedas | Florete por equipos masculino                   |
| Rosa Sicari                                                        | Tenis de mesa              | Individual 1B femenino                          |
| Plata                                                              |                            |                                                 |
| Franco Rossi                                                       | Esgrima en silla de ruedas | Florete individual masculino                    |
| Vittorio Paradiso Jaculano Marras                                  | Esgrima en silla de ruedas | Florete por equipos novel masculino             |
| Giovanni Ferraris Roberto Marson Germano Pecchenino Oliver Venturi | Esgrima en silla de ruedas | Sable por equipos masculino                     |
| Giovanni Ferraris Oliver Venturi                                   | Tenis de mesa              | Equipo 3 masculino                              |
| Bronce                                                             |                            |                                                 |
| Carlo Jannucci                                                     | Atletismo                  | Eslalon 3 masculino                             |
| Giuliano Koten                                                     | Bolos sobre hierba         | Individual masculino                            |
| Aroldo Ruschioni                                                   | Snooker                    | Paraplejia masculino                            |
| Giuseppe Trieste                                                   | Tenis de mesa              | Individual 2 masculino                          |
| Vittorio Paradiso Jaculano Marras                                  | Tiro con arco              | Ronda St. Nicholas por equipos paraplejia mixto |